# Bellamya bengalensis
Bellamya bengalensis е вид охлюв от семейство Viviparidae. Видът не е застрашен от изчезване.

## Разпространение и местообитание
Разпространен е в Бангладеш, Индия (Андамански острови, Андхра Прадеш, Аруначал Прадеш, Асам, Бихар, Гоа, Гуджарат, Дадра и Нагар Хавели, Даман и Диу, Дарджилинг, Делхи, Джаму и Кашмир, Джаркханд, Диу, Западна Бенгалия, Карнатака, Керала, Мадхя Прадеш, Манипур, Махаращра, Махе, Мегхалая, Мизорам, Нагаланд, Никобарски острови, Ориса, Пенджаб, Пондичери, Раджастан, Сиким, Тамил Наду, Трипура, Утар Прадеш, Утаракханд, Харяна, Химачал Прадеш, Чандигарх и Чхатисгарх), Иран, Мианмар, Непал, Пакистан и Шри Ланка.
Обитава сладководни басейни, реки и потоци.

## Описание
Популацията на вида е стабилна.